# Stenophylax malaspinus
Stenophylax malaspinus är en nattsländeart som först beskrevs av Schmid 1957.  Stenophylax malaspinus ingår i släktet Stenophylax och familjen husmasknattsländor. Inga underarter finns listade i Catalogue of Life.